# Kriminalfall Höxter
Als Kriminalfall Höxter wird ein Kriminalfall bezeichnet, bei dem ein Paar aus Bosseborn, einem Stadtteil von Höxter in Nordrhein-Westfalen, per Kontaktanzeigen Frauen zu sich auf ein Bauerngehöft lockte und über längere Zeit schwer misshandelte, was in mindestens zwei Fällen zum Tod der Opfer führte. Der Fall wurde publik, als die Polizei im April 2016 mit der Spurensicherung am Tatort begann, nachdem eine 41-jährige Frau aus Niedersachsen an ihren schweren, durch Misshandlung zugefügten Verletzungen verstorben war. In den Medien war deshalb vom „Foltermord Bosseborn“ oder „Horrorhaus Höxter“ die Rede.
Im Oktober 2016 begann die Hauptverhandlung vor dem Landgericht Paderborn gegen die mutmaßlichen Täter. Der Gutachter für den männlichen Angeklagten Wilfried W. wurde Ende 2017 wegen seiner Erkrankung und falscher Angaben entlassen, wodurch sich der Prozess verzögerte. 2018 wurden die weitgehend geständigen Angeklagten zu dreizehn und elf Jahren Freiheitsstrafe verurteilt, wobei der männliche Verurteilte in die Psychiatrie eingewiesen wurde.

## Ermittlungen
Die Polizei Nordrhein-Westfalen mit der Mordkommission Bielefeld übernahm die Ermittlungen. Sie richtete eine 40-köpfige Mordkommission „Bosseborn“ unter der Leitung von Kriminalhauptkommissar Ralf Östermann ein. Zuständig war die Staatsanwaltschaft Paderborn mit Oberstaatsanwalt Ralf Meyer. Ab dem 11. Mai 2016 übernahm Kriminalhauptkommissar Thorsten Stiffel die Leitung der Mordkommission „Bosseborn“.

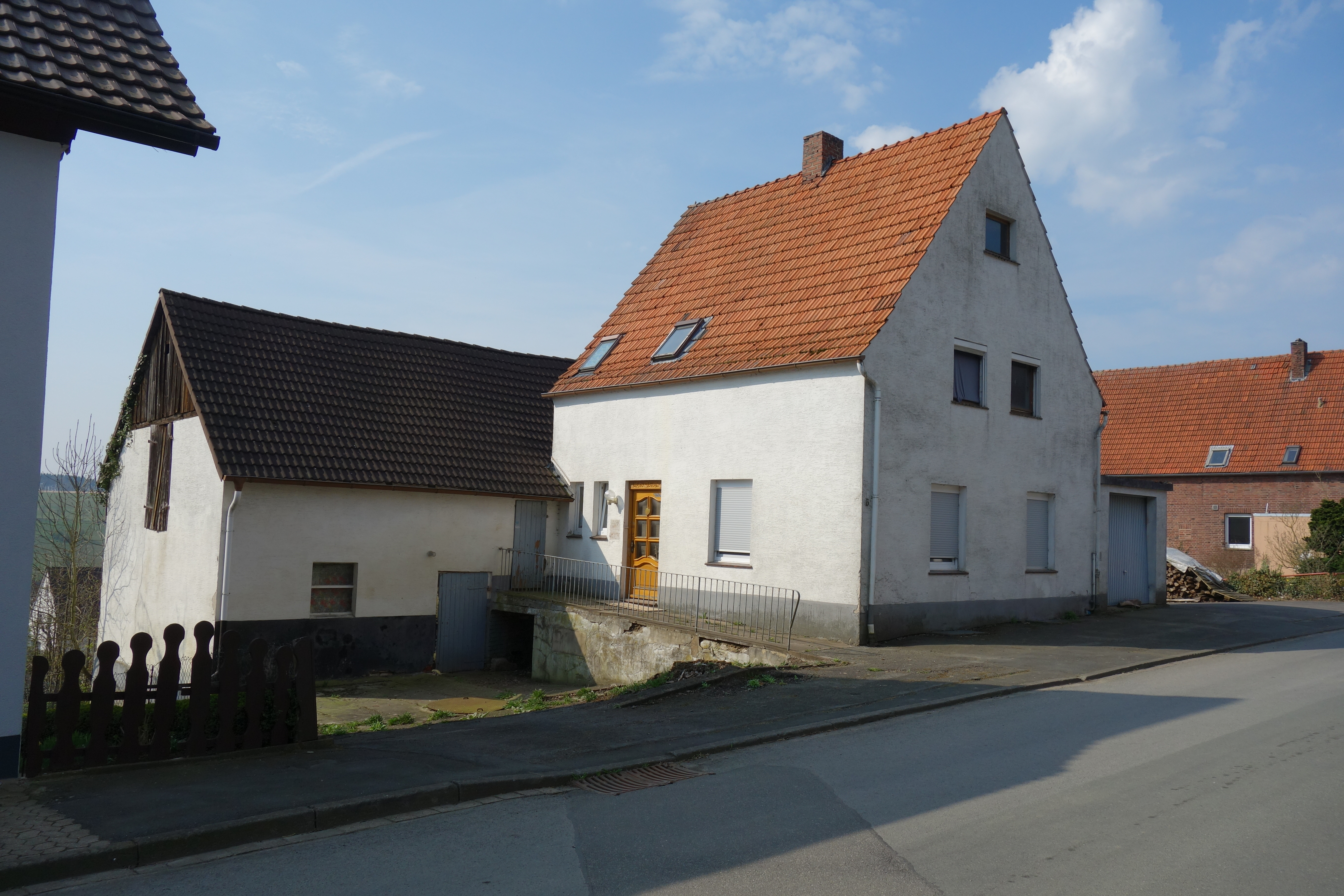
Tatort des Kriminalfalls Höxter (das sog. „Horrorhaus“). Es wurde im April 2022 abgerissen.

Die Ermittlungen ergaben, dass Wilfried W. und seine langjährige Lebensgefährtin und ehemalige Ehefrau Angelika W. in ihrem angemieteten Haus die 41-jährige Susanne F. körperlich misshandelten. Am 21. April 2016 wollten beide Täter die körperlich schwer angeschlagene Frau mit dem Auto zurück nach Bad Gandersheim bringen, wo sie seit Ende 2015 gewohnt hatte. Aufgrund eines Motorschadens blieb das Fahrzeug in Südniedersachsen liegen. Das Paar rief wegen des schlechten Gesundheitszustands des Opfers einen Rettungswagen, doch die 41-Jährige verstarb etwa zwei Stunden später im Helios-Krankenhaus in Northeim. Die Obduktion stellte stumpfe Gewalteinwirkungen gegen den Kopf des Opfers fest. Im Zuge der Ermittlungen der Polizei wurden die beiden mutmaßlichen Täter am 27. April 2016 in Bosseborn vorläufig festgenommen und am darauffolgenden Tag erging gegen beide durch das Amtsgericht Höxter Haftbefehl wegen Totschlags.
Bei weiteren Ermittlungen wurde das Vorliegen eines weiteren Tötungsdelikts festgestellt. Danach zählt die 33-jährige Annika W. aus Uslar-Dinkelhausen ebenfalls zu den Opfern. Sie zog im Sommer 2013 in das Haus und heiratete Wilfried W. im Herbst 2013. Sie kam am 1. August 2014 nach Angaben von Angelika W. durch einen Sturz ums Leben. Das Paar soll ihre Leiche zunächst eingefroren, dann zerlegt, im Kamin verbrannt und die Asche im Ort verstreut haben.
Mit dem Leben davon kam eine 51-jährige Frau aus dem Großraum Berlin, die nach eigener Aussage von August 2011 bis März 2012 in dem Haus festgehalten und misshandelt wurde. Ein Ermittlerteam aus Bielefeld reiste zur Vernehmung der Zeugin am 3. Mai 2016 nach Berlin. Vor der Freilassung des Opfers 2012 fuhr das Paar mit der Frau zur Polizeiwache in Uslar, weil die Frau dort schriftlich vor Zeugen bestätigen sollte, dass sie freiwillig bei dem Paar in Höxter gelebt habe. Der dortige Polizist lehnte die Bitte ab und schickte das Paar fort, ohne sich den Fall näher anzuschauen.
Am 4. Mai 2016 wurde das Wohnhaus in Bosseborn von Beamten des Landeskriminalamtes Nordrhein-Westfalen zusammen mit den Ermittlern der Mordkommission im Rahmen der Spurensicherung ausgeräumt. Am 8. Mai 2016 berichtete Der Spiegel, dass die Ermittler erzwungene Abschiedsbriefe von Todesopfern gefunden hätten. Zudem soll die derzeit in der Justizvollzugsanstalt Bielefeld-Brackwede in Untersuchungshaft einsitzende Angelika W. eine Liste mit den Namen von sieben Opfern mit den ihnen zugefügten verschiedenen Formen von Misshandlungen angefertigt haben. Am 9. Mai 2016 berichtete das Polizeipräsidium Bielefeld, dass die Ermittler der Mordkommission bislang vier misshandelte Frauen identifiziert haben. Insgesamt waren rund 50 Hinweise bei der Polizei eingegangen. Am 11. Mai 2016 gaben die Staatsanwaltschaft Paderborn und die Polizei Bielefeld bekannt, dass die Ermittlungen auf den Zeitraum von Ende 1998 bis April 2016 ausgeweitet wurden. Die Zahl der eingegangenen Hinweise habe sich auf 61 erhöht. Nicht alle Opfer wurden körperlich misshandelt, einige Frauen wurden zur Zahlung höherer Geldbeträge genötigt. Im Wohnhaus wurden zahlreiche Zettel mit Selbstbezichtigungen gefunden, unterschrieben von den gefangen genommenen Frauen.
Die Spurensuche im Wohnhaus der Täter wurde am 7. Juli 2016 abgeschlossen. Ein DNA-Abgleich bestätigte, dass sich beide Todesopfer in dem Gebäude aufgehalten haben.
Annika W. wurde nach ihrem Tod beim Einwohnermeldeamt mit dem Hinweis, sie sei nach Amsterdam verzogen, abgemeldet.

## Biografien der Täter

### Wilfried W.
Wilfried W. wurde 1970 in Bochum geboren, besuchte wegen einer Lese- und Rechtschreibstörung eine Sonderschule und zog später mit seiner Mutter zu deren neuem Lebensgefährten, einem Landwirt, nach Bad Lippspringe. Bei der britischen Rheinarmee begann er eine Ausbildung zum Hundeführer, die er aber abbrach, um auf dem Hof zu helfen. Er soll anschließend eine Lehre als Kfz-Mechaniker gemacht haben. 1991 lebte er von Sozialhilfe und begann eine Beziehung zu einer Frau namens Michaela. Obwohl er 1994 eine Paderbornerin kennenlernte und die beiden im Sommer heirateten, bestand die Beziehung mit Michaela weiter; sie zog mit in die gemeinsame Wohnung und beteiligte sich an Straftaten gegenüber der Ehefrau. 1995 verurteilte das Amtsgericht Paderborn Wilfried W. wegen gefährlicher Körperverletzung und Freiheitsberaubung zu einer Freiheitsstrafe von zwei Jahren und neun Monaten. Seine ehemalige, zur Tatzeit 22-jährige Lebensgefährtin Michaela erhielt eine Freiheitsstrafe von einem Jahr auf Bewährung. Beide hatten ab Frühjahr 1994 nachweislich die damalige Ehefrau von W. in der früheren Wohnung in Paderborn-Benhausen misshandelt. Verwandte der Ehefrau konnten das mit Boxhandschuhen verprügelte und mit einem Föhn gequälte Opfer am 21. September 1994 befreien. Die Ehe wurde geschieden. 1994 kam sein erstes Kind zur Welt, zu dem kein Kontakt mehr bestehen soll.
1999 folgte die zweite Ehe mit der Mitangeklagten Angelika W., die 2013 geschieden wurde.
2014 heiratete Wilfried W. in dritter Ehe Annika W. Im August 2014 starb diese in Folge von Misshandlungen in der gemeinsamen Wohnung in Bosseborn. W. betrieb einen kleinen Kiosk am Bahnhof in Brakel, den er zum Teil mit dem Geld finanzierte, das er von der Mutter des ersten Todesopfers erschlichen hatte.

### Angelika W.
Angelika B., wie sie vor ihrer Eheschließung hieß, wurde am 21. Januar 1970 in Herford geboren und wuchs auf einem Bauernhof in Lockhausen (Bad Salzuflen) auf. Als Kind sei sie tierlieb gewesen, ist mit einem IQ von 120 überdurchschnittlich begabt und zeichne sich durch ein sehr gutes Gedächtnis und ein hohes Pflichtbewusstsein aus. Sie habe früh auf dem Hof hart anpacken müssen, nie eine „beste Freundin“ gehabt und sich kaum etwas gegönnt. Nach dem Realschulabschluss habe sie eine Gärtnerlehre abgeschlossen. Von ihrer Mutter sei sie nach dem Tod des Vaters gedrängt worden, sich einen Mann zu suchen, weswegen sie 1999 auf Wilfried W.s Annonce geantwortet habe. Beim ersten Treffen mit dem hochverschuldeten damaligen Hausmeister bei der Bahn habe sie von ihren hohen Ersparnissen erzählt und die Begegnung als „Liebe auf den ersten Blick“ erlebt. Nach acht Wochen kam es zur Heirat, obwohl Wilfried sie da bereits geschlagen, beleidigt und gedemütigt habe.

### Beziehung des Täterpaares
1999 heirateten Wilfried W. und Angelika W. Sie soll ihre Ersparnisse von mehr als 160.000 DM mit in die Ehe gebracht haben. Im selben Jahr wurde ein gemeinsames Kind geboren, zu dem auch kein Kontakt mehr bestehen soll. Beide lebten von 2003 bis 2010/11 in der Gemeinde Schlangen im Kreis Lippe und zogen anschließend nach Höxter-Bosseborn. 2013 erfolgte aus finanziellen Gründen die Scheidung. Das Paar lebte aber weiterhin zusammen und gab sich im Ort und den Besucherinnen gegenüber als Geschwisterpaar aus.

## Prozess

### Anklage
Die Staatsanwaltschaft Paderborn erhob am 21. September 2016 gegen die zwei Beschuldigten Anklage wegen Mordes durch Unterlassen.
Angelika W. war geständig und machte umfangreiche Aussagen. Am 26. Oktober 2016 begann im Schwurgerichtssaal des Landgerichts Paderborn unter dem Vorsitzenden Richter Bernd Emminghaus die Hauptverhandlung gegen das mutmaßliche Täterpaar. Verhandlungstermine waren ursprünglich bis März 2017 bestimmt, 48 Zeugen und sieben Gutachter sollten gehört werden.
Vor Gericht schoben die beiden Angeklagten sich gegenseitig die Schuld zu. Im November 2017 berichtete der Gutachter von Wilfried W., Michael Osterheider, dass dieser eine Teilschuld eingestanden habe und attestierte ihm Schuldfähigkeit. Im Dezember 2017 wurde der Gutachter, der sich in Widersprüche verstrickt und Wilfried W. in zwei Fällen nicht persönlich in der JVA untersucht habe, auf Antrag von Detlev Binder, dem Pflichtverteidiger von Wilfried W., von seiner Aufgabe entbunden und Angelika W.s Gutachterin zusätzlich damit beauftragt.

### Psychologische Gutachten zur Feststellung der Schuldfähigkeit
Die forensische Gutachterin Nahlah Saimeh untersuchte infolgedessen beide Angeklagte. Gemäß dem Gutachten habe Angelika W. „Züge von Autismus, setze Sexualität als Machtinstrument ein und könne kein Mitleid für ihre Mitmenschen oder Opfer empfinden“. Sie sei zudem hochintelligent und extrem herrsch- und machtbewusst. Das zeigte sie immer wieder auch im Prozess, in dem sie nach ihren Regeln spielen lassen wollte. Wilfried W. hingegen sei der Gutachterin zufolge im juristischen Sinne „schwachsinnig und daher nur vermindert schuldfähig“. Seine Weltsicht sei vergleichbar mit der eines Grundschulkindes. Er sei ständig auf der Suche nach Frauen für die große Liebe. Allerdings wisse er nicht, was das eigentlich bedeutet. „Schuld oder Verantwortung sind ihm nicht beizubringen“, sagte die Gutachterin in ihrer Stellungnahme.
Nach Darlegung der Gutachterin Saimeh hätten beide Angeklagten ein perfektes System entwickelt, um Frauen in die Falle zu locken. Erst beide zusammen hätten dieses System ermöglicht und ohne den jeweils anderen hätten die Misshandlungen in Höxter nicht funktioniert. Angelika W. und Wilfried W. suchten sich demnach „meist Frauen aus, die psychisch labil waren und nur wenige soziale Kontakte hatten, wie im Prozess deutlich wurde. Meldeten sich Frauen per Kontaktanzeige, auf die das nicht zutraf, wurden diese Kontakte schnell beendet. Die Opfer, die blieben, wurden durch sogenanntes Gaslighting gefügig gemacht. Sie wurden gezielt desorientiert, manipuliert und ihres Selbstbewusstseins beraubt. Angelika W. und Wilfried W. nahmen den Frauen demnach Geld, Handy oder Führerschein ab. Gab es noch Kontakte zu der Familie oder Freunden, wurden diese beispielsweise durch gefälschte SMS-Nachrichten torpediert und dann gekappt.“

### Verurteilung
Am 5. Oktober 2018 verurteilte das Landgericht Paderborn Angelika W. zu dreizehn und Wilfried W. zu elf Jahren Freiheitsstrafe. Die Schwurgerichtskammer unter dem Vorsitzenden Richter Bernd Emminghaus befand das Paar des zweifachen Mordes und Mordes durch Unterlassen für schuldig. Für Wilfried W. wurde neben der Freiheitsstrafe die Unterbringung in einer psychiatrischen Klinik im Maßregelvollzug angeordnet. Damit folgte das Gericht den Forderungen von Staatsanwaltschaft – lebenslange Freiheitsstrafe mit Feststellung der besonderen Schwere der Schuld – und Nebenklägern nicht. Bei Angelika W. habe die Kammer von einer lebenslangen Freiheitsstrafe abgesehen, weil sie umfassend ausgesagt und zur Aufklärung beigetragen habe (siehe Kronzeuge). Wilfried W. gelte aufgrund eines IQ von 59 juristisch als „schwachsinnig“ und damit vermindert schuldfähig, so dass eine lebenslange Freiheitsstrafe nicht infrage käme. Später korrigierten Gutachter diese Einschätzung. Wilfried W. wurde in den Strafvollzug verlegt. Am 30. August 2023 begann ein erneuter Prozess gegen Wilfried W. vor dem Landgericht Paderborn. Dabei wurde die Frage verhandelt, ob der Mann nach Verbüßung seiner Strafe auf freien Fuß kommt oder in Sicherungsverwahrung muss.
Das Gericht folgte dem Antrag der Staatsanwaltschaft und ordnete für W. im November 2023 nachträglich die Sicherungsverwahrung an.

## Spätere Geschichte des Tatorts
Parallel zum Prozess geriet das Anwesen, auf dem die Taten begangen worden waren, wegen eines anderen Kriminalfalls erneut in die Schlagzeilen: Die Eigentümer hatten das Gebäude nach Abschluss der Ermittlungen veräußert, der nachfolgende Käufer nutzte es zum illegalen Anbau von Cannabis. Nachdem dieser entdeckt und der Besitzer zu einer Freiheitsstrafe von sieben Jahren und sechs Monaten verurteilt worden war, wurde eine Übertragung des Grundstücks an das Land Nordrhein-Westfalen sowie der anschließende Abriss des Gebäudes in Erwägung gezogen. Durch Einziehung und Übertragung an das Land Nordrhein-Westfalen als Übergangseigentümer lag die Zuständigkeit beim Bau- und Liegenschaftsbetrieb (BLB) NRW. Es bestand die Möglichkeit der Versteigerung des Objekts durch die Staatsanwaltschaft Paderborn. Im betroffenen Ortsteil bestanden Ende 2019 Pläne der Anwohner für einen privaten Ankauf des Gebäudes und anschließenden Abriss, um dem „Sensationstourismus“ durch Schaulustige ein Ende zu bereiten.
Am 25. April 2022 wurde das Haus abgerissen. Zuvor hatte das Land das 666 m2 große Grundstück an die Stadt Höxter für den symbolischen Wert von einem Euro verkauft. Geplant ist, auf dem Grundstück eine öffentlich zugängliche Grünfläche einzurichten.

## Mediale Rezeption
Unter dem Titel Das Horrorhaus von Höxter ist 2017 eine Dokumentation der Reihe Menschen hautnah (WDR) erschienen.